# 王必敏
王必敏（英語：Wong Pit-man，1979年4月6日—），前香港葵青區議會青衣邨選區議員，是香港社區團體青衣島民召集人。

## 背景
王必敏是一位廣告製作人，曾擔任網台OurTV.hk文化節目《星.聲 Career》及《Cultural Club 文化所》主持人。

### 成立社區組織「青衣島民」
2017年初，王必敏與數名義工活動下相識的青衣居民，成立社區組織「青衣島民」，並在Facebook設立專頁。起初該組織旨在交流區內美食資訊，後來更關注青衣社區問題，推行政策倡議，並且舉辦社區活動。其中包括組團「共購」、舉辦區內導賞團、青衣戲棚出租餐具服務等。「青衣島民」在第四屆「網絡公民獎」（文化及媒體教育基金會主辦，眾新聞、香港教育專業人員協會、香港獨立媒體、端傳媒協辦，香港01支持）公開組中獲得獎項。現時王必敏為「青衣島民」召集人。

## 從政

### 2019年區議會選舉
2019年9月29日，王必敏宣佈以無黨派身份參選葵青區議會青衣邨選區。王接受蘋果日報訪問時強調，議政不再局限於政黨人士，「即使我們是普通的百姓，只要是住在這裏的，都有權發聲」。王必敏更批評時任當區區議員陳笑文擔任區議員28年，表現已經「滑牙」。
10月8日，王必敏向選舉事務處遞交提名參選，政治聯繁報稱民主動力及青衣島民。同月31日獲時任葵青區民政專員、青衣邨選區選舉主任鄭健確認，成為當區2號候選人，對手為報稱獨立，時任當區區議員陳笑文。最終王以4,727票，擊敗競逐連任的陳笑文（3,194票）當選。
| 政党   | 政党     | 候选人    | 票数  | %     | ±      |
| ------ | -------- | --------- | ----- | ----- | ------ |
|        | 無黨派   | ①. 陳笑文 | 3,194 | 40.32 | -14.17 |
|        | 青衣島民 | ②. 王必敏 | 4,727 | 59.68 | 不適用 |
| 多数票 | 多数票   | 多数票    | 1,533 | 19.35 | 不適用 |

### 葵青區議會（2020-2021）
王必敏擔任葵青區議會社區事務委員會副主席，兼任健康職安社區工作小組主席及環境衞生及氣候變化工作小組主席。

### 2020年立法會選舉

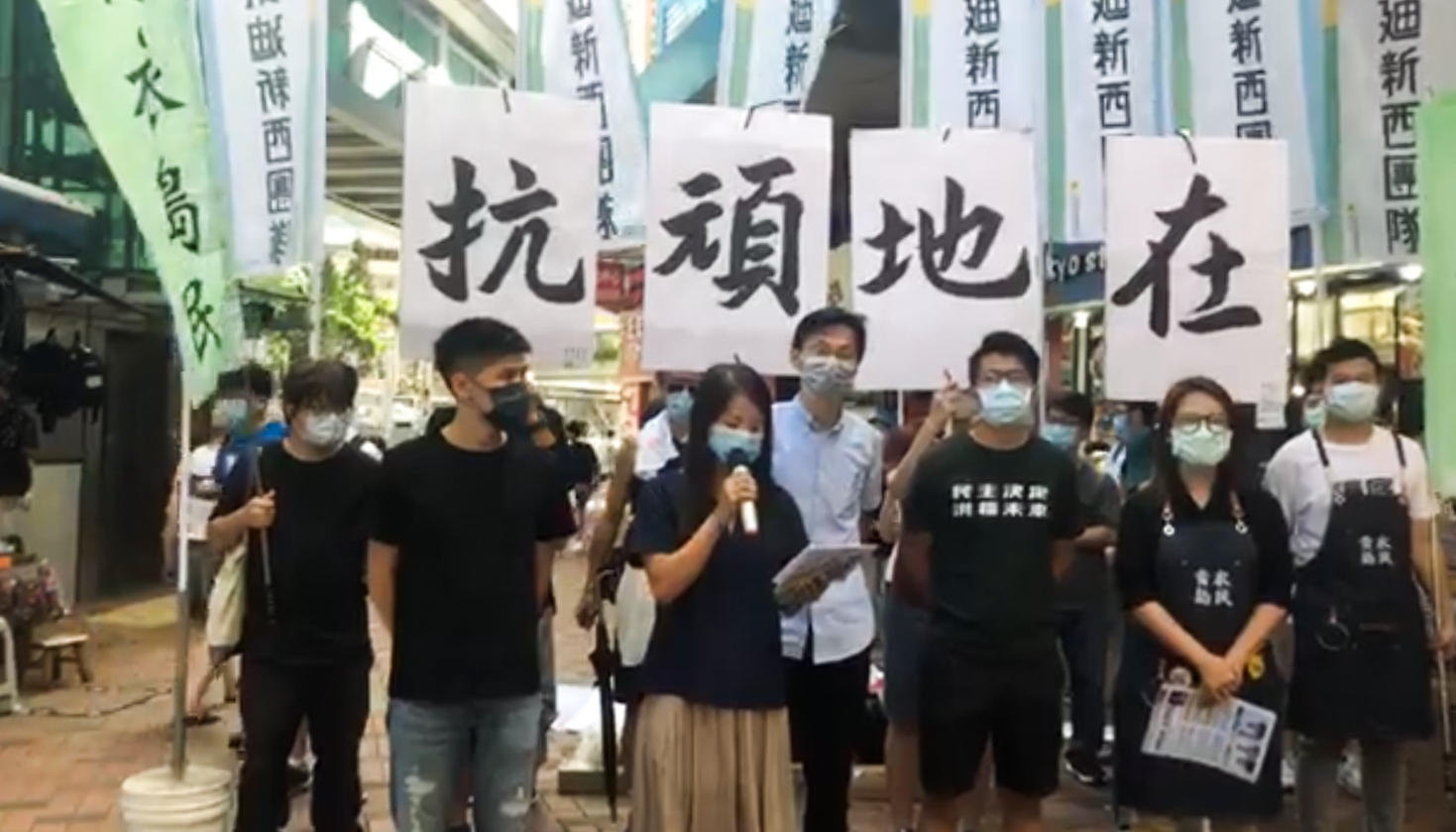
2020年6月20日，朱凱迪和岑敖暉在荃灣宣佈參選

2020年6月20日，時任朱凱廸新西團隊立法會議員朱凱迪宣佈參與2020年香港立法會選舉民主派初選，冀能代表民主派在2020年香港立法會選舉中達到逾半數（坊間俗稱「35+」）的目標。王必敏聯同元朗區議員陳樹暉、大嶼山社區主任馮小燕與朱凱迪合組名單出選。王必敏在參選宣言中提及參選原因，不但對「35+」及議會抗爭的看法一致，而且希望把社區抗爭的想法帶入選舉。

## 外部連結
- 王必敏的Facebook專頁
- 葵青區議會 - 葵青區議會議員資料 王必敏小姐（页面存档备份，存于）

| 議會席位      | 議會席位                                              | 議會席位 |
| ------------- | ----------------------------------------------------- | -------- |
| 前任： 陳笑文 | 葵青區議會 青衣邨選區區議員 2020年1月1日—2021年7月8日 | 空缺     |